# Jeffery Gibson
Jeffery Gibson (ur. 15 sierpnia 1990) – bahamski lekkoatleta specjalizujący się w biegach sprinterskich i płotkarskich.
Bez powodzenia w występach indywidualnych startował na mistrzostwach świata do lat 17 w 2007 oraz na mistrzostwach świata do lat 19 w 2008 roku. W 2012 sięgnął po trzy medale młodzieżowych mistrzostw NACAC w Irapuato. Srebrny medalista mistrzostw Ameryki Środkowej i Karaibów z roku 2013. Rok później stanął na najniższym stopniu podium podczas igrzysk Wspólnoty Narodów w Glasgow. Stawał na najwyższym stopniu podium podczas mistrzostw Bahamów. W 2015 roku został mistrzem igrzysk panamerykańskich oraz zdobył brązowy medal mistrzostw świata z rekordem kraju.

## Osiągnięcia
| Rok  | Impreza                                  | Miejsce        | Konkurencja                     | Lokata     | Wynik   |
| ---- | ---------------------------------------- | -------------- | ------------------------------- | ---------- | ------- |
| 2007 | Mistrzostwa świata juniorów młodszych    | Ostrawa        | bieg na 400 metrów przez płotki | półfinał   | 48,86   |
| 2007 | Mistrzostwa świata juniorów młodszych    | Ostrawa        | sztafeta szwedzka               | 4. miejsce | 1:53,39 |
| 2008 | Mistrzostwa świata juniorów              | Bydgoszcz      | bieg na 400 metrów przez płotki | eliminacje | 54,37   |
| 2008 | Mistrzostwa świata juniorów              | Bydgoszcz      | sztafeta 4 × 400 metrów         | 7. miejsce | 3:21,75 |
| 2010 | Młodzieżowe mistrzostwa NACAC            | Miramar        | bieg na 400 metrów przez płotki | 7. miejsce | 52,43   |
| 2012 | Młodzieżowe mistrzostwa NACAC            | Irapuato       | bieg na 400 metrów              | 3. miejsce | 46,30   |
| 2012 | Młodzieżowe mistrzostwa NACAC            | Irapuato       | bieg na 400 metrów przez płotki | 1. miejsce | 50,27   |
| 2012 | Młodzieżowe mistrzostwa NACAC            | Irapuato       | sztafeta 4 × 400 metrów         | 2. miejsce | 3:04,33 |
| 2013 | Mistrzostwa Ameryki Środkowej i Karaibów | Morelia        | bieg na 400 metrów przez płotki | 2. miejsce | 49,94   |
| 2013 | Mistrzostwa świata                       | Moskwa         | bieg na 400 metrów przez płotki | półfinał   | 50,51   |
| 2014 | Igrzyska Wspólnoty Narodów               | Glasgow        | bieg na 400 metrów przez płotki | 3. miejsce | 48,78   |
| 2015 | Igrzyska panamerykańskie                 | Toronto        | bieg na 400 metrów przez płotki | 1. miejsce | 48,51   |
| 2015 | Igrzyska panamerykańskie                 | Toronto        | sztafeta 4 × 400 metrów         | 4. miejsce | 3:00,34 |
| 2015 | Mistrzostwa świata                       | Pekin          | bieg na 400 metrów przez płotki | 3. miejsce | 48,17   |
| 2016 | Igrzyska olimpijskie                     | Rio de Janeiro | bieg na 400 metrów przez płotki | eliminacje | 52,77   |

## Rekordy życiowe
- Bieg na 400 metrów – 46,30 (2012)
- Bieg na 400 metrów przez płotki – 48,17 (2015) rekord Bahamów